# I-2
I-2 — підводний човен Імперського флоту Японії, який брав участь у Другій світовій війні.

## Передвоєнна історія
Корабель, який належав до типу J1 (він же клас I-1), спорудили у 1926 році на верфі Kawasaki у Кобе.
21—23 серпня 1937-го, невдовзі після початку Другої японо-китайської війни, I-2 брав участь у дистанційному прикритті загону лінкорів, які здійснили рейс з військами з Японії до Шанхаю (у певній зоні цього міста після конфлікту 1932 року, відомого як «Інцидент 28 січня», перебував японський гарнізон, який значно поступався з чисельністю спрямованим сюди китайським військам).

## Перший похід
На момент вступу Японії у Другу світову війну I-2 належав до 7-ї дивізії підводних човнів. 16 листопада 1941-го він полишив Японію і на початку грудня прибув до Гавайських островів, де 7 грудня перебував у протоці між островами Оаху та Кауаї із завданням діяти проти кораблів, що спробують полишити Перл-Гарбор. Втім, ані в день початку бойових дій 7 грудня, ані в наступні кілька тижнів кораблю не вдалось досягнути якихось успіхів.
30 грудня 1941-го після заходу сонця I-2 випустив із своєї палубної гармати 10 снарядів по малому транспорту, який стояв у гавані Кахулуї (острів Мауї). Хоча більшість снарядів лягла поруч із ціллю, проте жоден не уразив її.
22 січня 1942-го човен завершив похід на Маршаллових островах на атолі Кваджелейн (до середини 1942-го активно використовувався як база підводних сил Імперського флоту). 24 січня — 1 лютого I-2 пройшов звідси до Японії.

## Другий похід
13 лютого 1942-го I-2 вирушив до Нідерландської Ост-Індії та 22 лютого прибув до затоки Старінг-Бей (південно-східний півострів острова Целебес). Тієї ж доби він вийшов звідси із завданням патрулювати біля північно-західного узбережжя Австралії. 1 березня південніше від Балі I-2 атакував якісь два транспорти та навіть заявив про знищення одного з них. Наступної доби човен здійснив безуспішну атаку в тому ж районі (на цей раз його ціллю ймовірно було нідерландське судно Generaal Verspijck).
Перед запланованим рейдом ударного авіаносного з'єднання до Індійського океану японське командування наказало кільком підводним човнам провести рекогносцирування. Як наслідок, I-2 рушив у західному напрямку, при цьому 11 березня біля західного завершення Суматри човен зустрів британський транспорт Chilka (4360 GRT), який прямував з Калькутти до Падангу. I-2 сплив на поверхню та відкрив вогонь із палубної гармати, досягнувши 14 влучань. З Chilka намагались вести вогонь у відповідь, проте в підсумку єдина гармата транспорту вийшла з ладу, після чого капітан наказав полишити судно, яке затонуло.
14 березня 1942-го I-2 прибув до Пенангу на західному узбережжі півострова Малакка (тут японці облаштували базу підводних сил, з якої провадитимуть операції наступні кілька років). 22 березня човен вийшов до Цейлону, маючи завдання провести розвідку розташованого на східному узбережжі цього острова порту Трінкомалі. 31 березня I-2 досягнув Цейлону та протягом наступних кількох днів передавав звідси метеозведення і результати своїх спостережень за підходами до порту (проникнути у гавань не вдалось через постійну присутність патрульних кораблів). 9 квітня японські авіаносці завдали удару по Трінкомалі, а наступної доби I-2 полишив цей район і 15 квітня завершив похід у Сінгапурі.
21 квітня — 1 травня 1942-го човен здійснив перехід до Йокосуки, де став на ремонт.

## Третій похід
11 червня 1942-го I-2 вийшов з Йокосуки та рушив для бойового патрулювання в районі Алеутських островів (за кілька діб до того японці захопили два острови на заході цього архіпелагу). Тут корабель провів близько місяця й не досягнув якихось успіхів, лише 17 липня безрезультатно обстріляв якісь два транспортні судна, але мусив перервати атаку через появу американського летючого човна. 20 липня — 1 серпня I-2 здійснив зворотний перехід до Йокосуки, де знову став на короткочасний ремонт.

## Операції у Меланезії
8—15 вересня 1942-го I-2 перейшов з Йокосуки на атол Трук у центральній частині Каролінських островів (тут ще до війни створили головну базу японського ВМФ у Океанії), а 17—22 вересня пройшов звідси на якірну стоянку Шортленд (прикрита групою невеликих островів Шортленд акваторія біля південного завершення острова Бугенвіль, де зазвичай відстоювались бойові кораблі та перевалювались вантажі для подальшої відправки далі на схід Соломонових островів). Тут його передусім залучили в операціях із доставлення озброєння на Гуадалканал (за який вже майже два місяці йшла важка боротьба) і 27 вересня I-2 вийшов у рейс до острова, маючи на буксирі десантний плашкоут Дайхацу, на який завантажили 75-мм гармату, кілька 150-мм мінометів та трактор. 5 жовтня корабель розпочав другий такий рейс, проте вже на шляху отримав новий наказ і вранці 6 жовтня розвантажився на острові Bycee (Марулаон, відноситься до островів Рассела, що лежать за півсотні кілометрів на північний захід від Гуадалканалу). 7 та 9 жовтня I-2 виходив у третій та четвертий рейси, причому щонайменше в останньому він також вів на буксирі плашкоут. Після заходу сонця 11 жовтня човен провів розвантаження в затоці Камімбо, після чого узявся до патрулювання біля північного узбережжя Гуадалканалу. 3 листопада 1942-го I-2 повернувся на Трук, де певний час проходив ремонт.
19—22 листопада 1942-го I-2 пройшов до Рабаула (головна японська база у архіпелазі Бісмарка, з якої проводились операції на Соломонових островах та сході Нової Гвінеї), звідки 24—25 листопада перейшов на Шортленд. 27 листопада корабель знову вийшов до Гуадалканалу з плашкоутом на буксирі та зміг 29 числа розвантажитись в затоці Камімбо, хоча після цього через технічні проблеми плашкоут довелось затопити. 2 грудня I-2 повернувся на Шортленд, після чого перейшов на транспортні рейси до Гуадалканалу, не обтяжені проведенням на буксирів інших плавзасобів. 3—7 грудня човен здійснив вдалий похід та доправив до Камімбо 20 тонн припасів і 17 військових спеціалістів, а на зворотному шляху вивіз поранених та хворих. 9 грудня човен знову попрямував до Гуадалканалу, проте цей рейс у підсумку скасували через ризикованість (підставою стала загибель однотипної субмарини I-3) і 13 грудня I-2 повернувся на Шортленд. 14 грудня 1942-го I-2 попрямував на Трук. Невдовзі після опівдня його помітили з американського підводного човна «Ваху», який дав триторпедний залп. Втім, дві торпеди здетонували передчасно, після чого I-2 екстрено занурився. 17 грудня човен прибув на Трук.
16—20 січня 1943-го I-2 пройшов до Рабаула, звідки вийшов 22 січня у черговий транспортний вояж до Гуадалканалу. Підходи до Камімбо патрулювали ворожі кораблі та літаки, тому після прибуття до острова I-2 певний час вичікував. 27 січня човну вдалось вивантажити 15 тонн припасів, проте далі процес перервала поява двох торпедних катерів, що змусило I-2 зануритись та узяти курс на Рабаул, куди корабель прибув 31 числа.
9 лютого 1943-го I-2 вийшов з Рабаула та попрямував до Гуадалканала із завданням знищити рештки підводного човна I-1, який викинувся на берег цього острова 29 січня, причому екіпажу не вдалося знищити всі кодові книги. 11 лютого I-2 зайшов на Шортленд за одним з офіцерів I-1, після чого попрямував далі та 13 лютого увійшов до затоки Камімбо, проте не зміг відшукати загиблий корабель (останній після посадки на риф переважно затонув, так що з води стирчало лише завершення його носової частини). 15 числа I-2 повторив спробу, проте був виявлений та відігнаний глибинними бомбами. 18 лютого I-2 повернувся на Шортленд і тієї ж доби попрямував на Трук, куди прибув 23 лютого.
26 лютого — 5 березня 1943-го човен прослідував до Йокосуки, де став на ремонт.

## Операції на Алеутських островах
При цьому з 1 квітня 1943-го дивізію I-2 перевели до П'ятого флоту, який відповідав за операції у північній зоні (зокрема, на Алеутських островах). 22—27 травня човен пройшов з Йокосуки на Парамушир (Курильські острови), після чого узявся за рейси до алеутського острова Киска з метою постачання та поступової евакуації його гарнізону. В межах цієї операції I-2 здійснив походи 30 травня — 8 червня (доставив амуніцію та вивіз 42 військовослужбовці) та 11—22 червня (доставив амуніцію та продовольство й евакуював 40 осіб). Під час другого рейсу I-2 на підході до Киски в умовах туману ледве не сів на рифи, а наступної доби був виявлений та обстріляний ворожим судном. У човен влучив один снаряд, який не здетонував, після чого I-2 занурився та протягом семи годин ухилявся від переслідування. У підсумку корабель дістав незначні пошкодження (протікання в машинному відділенні), але ввечері тієї ж доби зміг увійти до гавані Киски та успішно виконати завдання.
29 червня 1943-го I-2 вирушив з Парамуширу до Алеутських островів у межах основної операції з евакуації Киски, маючи завдання зайняти позицію в районі острова Адак (чотири сотні кілометрів на схід від Кисики). На переході в районі острова Амчитка (сотня кілометрів на схід від Киски) I-2 був виявлений ворожим кораблем та 18 годин ухилявся від переслідування, втім, у підсумку човен зміг прибути до визначеної зони. Починаючи з 10 липня, він передавав звідти метеозведення, при цьому 13 числа вже після заходу сонця I-2 був атакований літаком, але не отримав пошкоджень. У підсумку перший рейс з'єднання есмінців до Киски скасували через погану погоду, після чого I-2 полишив район Адаку. 22 липня човен спробував перехопити американський загін, який провів бомбардування Киски, проте встиг лише помітити ходові вогні ворожих кораблів. З 24 липня I-2 брав участь у формуванні завіси підводних човнів у районі Амчитки, при цьому за кілька діб японські есмінці все-таки змогли зняти з Киски гарнізон і 29 липня — 4 серпня I-2 здійснив зворотний перехід на Парамушир. 6—11 серпня човен пройшов до Йокосуки.
З 9 жовтня по 1 грудня 1943-го I-2 здійснив похід до західних Алеутських островів, під час якого 14 листопада атакував торпедами якесь судно.

## Повернення до Меланезії
10—19 березня 1944-го I-2 прослідував з Йокосуки на Трук, де його збирались використати у транспортних операціях (на той час база у Рабаулі вже потрапила у блокаду, а сам Трук зазнав розгрому під час рейду авіаносного з'єднання в середині лютого).
26 березня 1944-го I-2 вийшов у південному напрямку і 2 квітня доправив вантаж японським військовослужбовцям у затоці Кімбе (північне узбережжя острова Нова Британія за кілька сотень кілометрів на південний захід від Рабаула). 4 квітня човен зайшов до Рабаула і того ж дня рушив далі на Трук.
7 квітня 1944-го за чотири сотні кілометрів від Рабаула (в районі менш ніж за сотню кілометрів на північний захід від острова Новий Ганновер) I-2 був виявлений сонаром американського есмінця USS Saufley. Останній провів дві атаки глибинними бомбами, після чого на есмінці почули два підводні вибухи, а невдовзі на поверхні з'явились сліди нафти. Разом з I-2 загинули всі 110 осіб, що перебували на його борту.

## Бойовий рахунок
| Дата       | Назва  | Тип      | Тоннаж | Місце          |
| 11.03.1942 | Chilka | вантажне | 4360   | 0°23'S 95°41'E |